# George Washington Whistler
George Washington Whistler (Fort Wayne, Indiana, 19 de maig de 1800 – 7 d'abril de 1849 Sant Petersburg, Rússia) fou un important enginyer de ferrocarril americà a la primera meitat del segle xix.
George va néixer a l'avançada militar de Fort Wayne el qual va ajudar a construir el seu pare, John Whistler. La seva mare era Anna Bishop, filla de Sir Edward Bishop de Gran Bretanya.
Va graduar-se a l'Acadèmia Militar de West Point, Nova York el 1819 i va servir en el Corps of Topographical Engineers, retirant-se com a Tinent primer en 1833. El 1834 esdevingui Enginyer de Cap al Proprietors of Locks and Canals a la ciutat de Lowell, Massachusetts. Durant la seva estada a Lowell, fou responsable dels dissenys de les primeres locomotores americanes, i va ser pare de James Abbott McNeill Whistler (1834–1903) i William McNeill Whistler (1836–1900). Va deixar Lowell el 1837 i amb el seu aprenent, James B Francis, va ascendir a una bona posició al Baltimore & Ohio Raildoad, on l'hi varen enviar a Anglaterra per aprendre més sobre la tecnologia del ferrocarril. Es va implicar a la construcció de diversos ferrocarrils dels EUA, incloent-hi el Baltimore and Susquehanna Railroad, Stonington, i l'Occidental Railroads (Massachusetts). El 1835, va treballar amb Patrick Tracy Jackson per començar el Boston & Lowell Railroad. El mateix any, juntament amb William Gibbs McNeill, va dissenyar el Boston Providence Railroad que va incloure el famós Viaducte de Canton que ha estat en servei continu durant 174 anys.